# قصور وريدي شوكي دماغي مزمن
القصور الوريدي الشوكي الدماغي المزمن (بالإنجليزية: Chronic cerebrospinal venous insufficiency)‏، هو مصطلح طوره الباحث الإيطالي باولو زامبوني في عام 2008 لوصف العَود الدموي القاصر لأوردة الجهاز العصبي المركزي. اعتقد زامبوني أن القصور الوريدي هذا يلعب دورًا في الآلية المسببة لمرض التصلب المتعدد أو في تطوره. ابتكر زامبوني أيضًا إجراءًا وصفته وسائل الإعلام بـ «الإجراء المحرر» أو «العلاج المحرر» لكونه يتضمن عملية لرأب الأوردة بتوسيعها ميكانيكيًا (أو عبر إدخال دعامات) لتحسين تدفق الدم.
شكك المجتمع الطبي بالإجراء السابق وشككوا كذلك بوصف القصور الوريدي المركزي المزمن؛ إذ لم يكن أول بحث منشور لزامبوني معشى ولم يمتلك مجموعة مقارنة أيضًا. لم يكشف زامبوني أيضًا عن علاقاته المالية مع شركة إيزاوتيه المصنعة لجهاز الموجات فوق الصوتية المستخدمة في تشخيص المرض. انتُقِد الإجراء لأنه قد يسبب مضاعفات خطيرة ووفيات دون إثبات فوائده. قالت إدارة الغذاء والدواء الأمريكية إن وجود القصور الوريدي المركزي ككيان سريري غير واضح وأن هذه العلاجات قد تسبب المزيد من الضرر. أكد الباحثون في عام 2017 أن الرأب الوعائي ليس استخدامًا معتمدًا. قال زامبوني وزملاؤه في دراسة أجريت عام 2017: «إن استخدام تقنية رأب الوعاء عبر الجلد أمر غير موصى به للمرضى الذين يعانون من مرض التصلب العصبي الناكس». خلصت دراسة نُشِرَت في دورية علم الأعصاب في عام 2018 إلى ما يلي: «لا تدعم بياناتنا الاستخدام المتواصل لرأب الوريد الوداجي خارج القحف أو تضيق الوريد المفرد في تحسين نتائج مرض التصلب العصبي المتعدد المزمن أو أعراضه أو مساره.»
لم يتمكن الباحثون من تأكيد دور القصور الوريدي المركزي المزمن في الآلية المسببة لمرض التصلب العصبي المتعدد، وقد أثار هذا اعتراضات خطيرة على النظرية التي تفترص ارتباط مرض التصلب المتعدد به. يوجد حاليًا بحث جاري يستقصي فرضية القصور الوريدي الشوكي الدماغي المزمن. وجدت دراسة نشرت عام 2013 ندرة حدوث القصور الوريدي المزمن لدى الأشخاص الذين يعانون من مرض التصلب العصبي المتعدد أو لدى من لا يعانون منه، بينما يكون تضيق الأوردة الرقبية شائع الحدوث في كلتي المجموعتين على حد سواء.

## الحضور السريري

### المضاعفات
تشمل المضاعفات المحتملة لمتلازمة القصور الوريدي الشوكي الدماغي المزمن ما يلي: نقص الأكسجة داخل القحف وتأخر التروية وانخفاض تصريف المنتجات الأيضية وزيادة الضغط عبر الرئوي وترسب الحديد حول الأوردة الدماغية. اقتُرِح حدوث مرض التصلب المتعدد كنتيجة محتملة للمتلازمة.

## الفيزيولوجيا المرضية
قال زامبوني وزملاؤه إن الأوردة المفردة والوداجية الباطنة لمرضى التصلب المتعدد المشخصين بوجود قصور وريدي مركزي مزمن تكون متضيقة في نحو 90 ٪ من الحالات. تدعي نظرية زامبوني أن الأوعية الدموية المشوهة تسبب زيادة ترسب الحديد في الدماغ؛ وهذا يؤدي بدوره إلى تحريض المناعة الذاتية وتنكس غمد النخاعين. ذكرت المقالة الأولى حول القصور الوريدي المركزي المزمن أن الوظيفة الوريدية غير الطبيعية لا تُشاهد لدى الأشخاص الأصحاء، ولكن لم توافق المقالات الأخرى على ذلك. لم يوافق أي من المشاركين الأصحاء في تقرير زامبوني معايير تشخيص القصور الوريدي الشوكي الدماغي المزمن بينما وافقت المعايير جميع المشاركين المرضى. أثارت هذه النتائج شكوكًا حول احتمال وجود تحيز في الطيف ناشئ عن اختبار تشخيصي لا يُستخدم في ظل ظروف مهمة سريريًا.
خلُصَت أبحاث أخرى درست العلاقة بين متلازمة القصور الوريدي الشوكي الدماغي المزمن والتصلب المتعدد إلى نتائج متباينة مع فشل الكثير منها في الوصول إلى نتائج تربط بين المرضين. ارتبطت النتائج الإيجابية بتضمين الباحثين الإجراء المحرر في الدراسات، ولكن لم يوجد أي ارتباط على الإطلاق عند النظر إلى الدراسات المستقلة فقط. دفعت قلة التناتج في الدراسات وطرائق التشخيص بعض المؤلفين إلى اعتبار القصور الوريدي الشوكي الدماغي المزمن حالة غير سريرية، وأنها مجرد ظاهرة تبدو عند استخدام تقنية التصوير بالأمواج فوق صوتية.
أثارت دراسات متزايدة تساؤلات خطيرة حول صحة المتلازمة. ظهرت أدلة تدعم وترفض الفرضية المثيرة للجدل، ولكن اتفق الجميع على ضرورة إجراء دراسات وبائية مناسبة لتحديد العلاقة المحتملة بين المتلازمة والتصلب المتعدد. وفي جميع الأحوال، لا تدعم البيانات الحالية اعتبار القصور الوريدي الشوكي الدماغي المزمن سببًا للتصلب المتعدد.

### التشوهات الوريدية
كانت معظم المشكلات الوريدية في مرضى التصلب المتعدد عبارة عن تشوهات وريدية جذعية بما في ذلك تضيق الوريد المفرد والصمامات الوداجية المعيبة وأمهات الدم الوداجية. تساهم مشاكل الوريد العضدي الرأسي والوريد الأجوف العلوي في المتلازمة بحسب بعض التقارير. وقد ذكر في السابق وجود مركبة وعائية مساهمة في مرض التصلب المتعدد.
تجعل العديد من خصائص الأمراض الوريدية إدراج التصلب المتعدد في هذه المجموعة صعبًا. لا يمكن للقصور الشوكي الدماغي الوريدي المزمن في شكله الحالي أن يشرح بعض الموجودات الوبائية في التصلب المتعدد. وتشمل هذه عوامل الخطر مثل عدوى إبشتاين بار والعامل الوراثي وتاريخ الميلاد والموقع الجغرافي. يكون التصلب المتعدد أكثر شيوعًا لدى النساء، بينما تكون الأمراض الوريدية أكثر شيوعًا لدى الرجال. ترتبط الأمراض الوريدية عادةً بارتفاع ضغط الدم والاحتشاءات والوذمة ونقص التروية العابر، ويحدث هذا في كثير من الأحيان مع التقدم بالعمر. ومع ذلك، نادرًا ما تظهر هذه الحالات في التصلب المتعدد، ونادرًا ما يظهر المرض بعد سن 50. وأخيرًا، لا تشاهد الاستجابة المناعية محددة العضو في أي نوع آخر من الأمراض الوريدية.

### رواسب الحديد
لاقت فكرة ترسب الحديد كسبب لمرض التصلب المتعدد الدعم عندما عثر الباحثون على علاقة تربط بين الضغط الوريدي وترسب الحديد في مرضى التصلب المتعدد في دراسات التصوير العصبي، بينما لاقت النقد عندما وجد باحثون آخرون مستويات طبيعية من الفيريتين في السائل الدماغي الشوكي لمرضى التصلب المتعدد. بالإضافة إلى ذلك، يحدث ترسب الحديد في أمراض عصبية مختلفة مثل مرض ألزهايمر أو مرض باركنسون الذي لا يرتبط بالقصور الوريدي الشوكي الدماغي المزمن. يوجد نقص في الأدلة التي تربط بين القصور الوريدي الشوكي الدماغي المزمن وترسب الحديد، ويعتبر عدم تنظيم التمثيل الغذائي للحديد في مرض التصلب المتعدد أكثر تعقيدًا من مجرد تراكم الحديد في أنسجة الدماغ.

### الوراثة
نظرت دراسة وراثية صغيرة في خمسة عشر مريض بالتصلب المتعدد الذين يعانون أيضًا من القصور الوريدي الشوكي الدماغي المزمن، ووجدت 234 نسخة جينة مختلفة فيما يتعلق بمستضد الكريات البيض البشري. من هذا تبين ارتباط كل من GRB2 وHSPA1L وHSPA1A بكل من التصلب المتعدد وتولد اوعية، وارتباط TAF11 بكل من التصلب المتعدد والسبيل الشرياني، ومن خلال ذلك يبدو أن HLA-DQA2 يوحي بالتولد الوعائي بسبب علاقته بـ CD4. وجدت دراسة شملت 268 مريض من مرضى التصلب المتعدد و155 شخص كمجموعة مقارنة تواتر أعلى للقصور الوريدي الشوكي الدماغي المزمن في مجموعة مرضى التصلب المتعدد مقارنةً بمجموعة المقارنة وتواتر أعلى في مجموعة التصلب المتعدد المتفاقم مقارنةً بمجموعة التصلب المتعدد غير المتفاقم. لم تجد هذه الدراسة أي علاقة بين القصور الوريدي الشوكي الدماغي المزمن وHLA DRB1 * 1501، وهي نسخة جينية يُذكَر ارتباطها بالتصلب المتعدد باستمرار.